# Olly Woodburn
Oliver Michael A. Woodburn (Bristol, Inglaterra, 18 de noviembre de 1991), más conocido como Olly Woodburn, es un jugador profesional inglés de rugby que se desempeña en la posición de wing izquierdo en Exeter Chiefs, equipo perteneciente a la liga Premiership Rugby.

## Carrera
En 2011 comenzó su carrera deportiva con el equipo Bath Rugby, en el cual jugó cuatro temporadas (2011-2015), después pasó a Exeter Chiefs, donde lleva jugando nueve temporadas.